# 6 novembre 1992
Le vendredi 6 novembre 1992 est le 311e jour de l'année 1992.

## Naissances
- Allan Smith, athlète britannique, spécialiste du saut en hauteur
- Helena Kuusisto, karatéka finlandaise
- Jorge Cubero, coureur cycliste espagnol
- Linus Strasser, skieur alpin allemand
- Maud-Éva Copy, handballeuse française
- Megan Meier (morte le 17 octobre 2006), victime américaine de cyberharcèlement
- Oussama Jaziri, handballeur tunisien
- Paula Kania, joueuse de tennis polonaise
- Rim Ayari, lutteuse tunisienne
- Serghei Marghiev, athlète moldave
- Simon Pellaud, coureur cycliste suisse
- Sjoerd van Ginneken, coureur cycliste néerlandais
- Thomas Wertz, coureur cycliste belge
- Kim Yura, chanteuse sud-coréenne
- Zakhar Arzamastsev, joueur de hockey sur glace russe

## Décès
- Bert Rudolf (né le 25 avril 1905), compositeur autrichien
- Charles Clavel (né le 19 mars 1902), résistant français
- Roy Bernard Sparkia (né le 31 octobre 1924), vitrailliste, plasticien et écrivain américain

## Événements
- Sortie de l'album Rage Against the Machine du groupe Rage Against the Machine
- Publication de The Celts de la chanteuse Enya